# Alcolea de Calatrava
Alcolea de Calatrava település Spanyolországban, Ciudad Real tartományban. Alcolea de Calatrava Ciudad Real, Corral de Calatrava, Piedrabuena és Los Pozuelos de Calatrava községekkel határos. Lakosainak száma 1361 fő (2024).

## Népesség
A település népessége az elmúlt években az alábbi módon változott:
| Lakosok száma | 1630 | 1621 | 1630 | 1636 | 1616 | 1513 | 1443 | 1409 | 1363 | 1361 |
|               | 2001 | 2004 | 2006 | 2009 | 2011 | 2014 | 2016 | 2019 | 2021 | 2024 |